# 伊麗莎白·埃柏爾
伊麗莎白·埃柏爾（1988年3月25日—）是一名奧地利田徑運動員，曾代表國家參加2012年倫敦奧運的標槍比賽，並未獲得獎牌。

## 外部連結
- 伊麗莎白·埃柏爾在的頁面